# Andrea Sansovino

De doop van Christus (de engel is een latere creatie van Innocenzo Spinazzi)

Andrea Sansovino (Monte San Savino, ca. 1467 - Florence, 1529) was een Italiaans beeldhouwer en architect uit de hoogrenaissance. Hij wordt ook wel Andrea Contucci del Monte San Savino of Andrea del Monte genoemd, zijn eigenlijke familienaam is Contucci. 

## Biografie
Als zoon van een herder was Sansovino een artistiek buitenbeentje. Hij genoot zijn opleiding onder Antonio Pollaiuolo en in de Beeldentuin van San Marco bij Bertoldo di Giovanni, waar hij in eerste instantie terracotta sculpturen maakte. In die materie maakte hij onder andere sculpturen voor de Santo Spirito in Florence. Pas enkele decennia later ging hij zich toeleggen op marmer. 
De carrière van Sansovino nam een vlucht toen hij in 1491 door Lorenzo I de' Medici naar het hof van koning João II van Portugal werd gestuurd. Tegen het jaar 1500 keerde hij terug naar Florence waar hij enkele bekende sculpturen maakte, onder andere de doopscène voor de oostelijke deuren van het baptisterium van Florence. Het bekendst is hij echter om zijn sculpturen buiten Florence, onder andere de grafmonumenten van Ascanio Sforza en Girolamo Basso della Rovere in Rome. Sansovino maakte deze tombes tussen 1505 en 1509 voor de kerk Santa Maria del Popolo. Hiermee werd een veelgebruikt ontwerp voor graftombes in Italië geïntroduceerd. Het bestond uit een triomfboog, reliëf, volledige figuren en de beelden van de overledene. Aan het einde van zijn leven werkte hij aan de façade van de kerk van Loreto, een volledige bekleding met marmeren reliëfs en sculpturen. 
Zijn bekendste leerling was Jacopo Sansovino die, in tegenstelling tot wat zijn naam doet vermoeden, geen familie is.
- Biblioteca Nacional de España: XX1314068
- Bibliothèque nationale de France: cb155366295 (data)
- Gemeinsame Normdatei: 118794477
- International Standard Name Identifier: 0000 0001 1604 9800
- Library of Congress Control Number: no99067453
- Nationale Bibliotheek van Tsjechië: ola2002159484
- Nationale Bibliotheek van Israël: 987007574178505171
- Réseau des bibliothèques de Suisse occidentale: 02-A003785079
- RKD-Nederlands Instituut voor Kunstgeschiedenis: 69657
- Istituto Centrale per il Catalogo Unico: BVEV077829
- Système universitaire de documentation: 115724087
- Union List of Artist Names: 500013215
- Virtual International Authority File: 20476698
- WorldCat: E39PBJvt4kmWVF9b3frr4pT8md